# Gran Premio motociclistico di Germania 1967
Il Gran Premio motociclistico di Germania fu il secondo appuntamento del motomondiale 1967.
Si svolse il 7 maggio 1967 presso l'Hockenheimring e vi corsero tutte le classi con le due di maggior cilindrata al loro esordio stagionale, alla presenza di oltre 200.000 spettatori.
La gara della classe 500 fu appannaggio di Giacomo Agostini su MV Agusta che in 350 arrivò invece secondo, alle spalle di Mike Hailwood su Honda; nella 250 si impose Ralph Bryans su Yamaha (al primo successo iridato in questa classe), nella 125 Yoshimi Katayama (al primo successo nel motomondiale) e nella 50 Hans-Georg Anscheidt (al decimo successo nella categoria), con questi ultimi due piloti in sella a Suzuki
Tra le motocarrozzette si impose l'equipaggio composto da Klaus Enders e da Ralf Engelhardt su BMW.

## Classe 500
Alla partenza furono presenti 36 piloti e di essi 16 vennero classificati al termine della prova. Tra i ritirati di rilievo vi furono Mike Hailwood, Gyula Marsovszky, Derek Minter e Kel Carruthers

### Arrivati al traguardo
| Pos. | Pilota           | Moto      | Tempo      | Punti |
| ---- | ---------------- | --------- | ---------- | ----- |
| 1    | Giacomo Agostini | MV Agusta | 1h 07:22.1 | 8     |
| 2    | Peter Williams   | Matchless | + 1 giro   | 6     |
| 3    | Jack Findlay     | Matchless | + 2 giri   | 4     |
| 4    | Robin Fitton     | Norton    | + 2 giri   | 3     |
| 5    | Billie Nelson    | Norton    | + 2 giri   | 2     |
| 6    | Griff Jenkins    | Norton    | + 2 giri   | 1     |
| 7    | Chris Conn       | Norton    |            |       |
| 8    | Mike Duff        | Matchless |            |       |
| 9    | Hartmut Allner   | BMW       |            |       |
| 10   | Walter Scheimann | Norton    |            |       |
| 11   | Armand Nerger    | Honda     |            |       |
| 12   | Dietmar Völmle   | Norton    |            |       |
| 13   | Fritjof Eccarius | Matchless |            |       |
| 14   | György Kurucz    | Matchless |            |       |
| 15   | Bosse Granath    | Matchless |            |       |
| 16   | John Cooper      | Norton    |            |       |

## Classe 350

### Arrivati al traguardo (posizioni a punti)
| Pos. | Pilota           | Moto      | Tempo     | Punti |
| ---- | ---------------- | --------- | --------- | ----- |
| 1    | Mike Hailwood    | Honda     | 52' 11" 5 | 8     |
| 2    | Giacomo Agostini | MV Agusta | +54" 3    | 6     |
| 3    | Renzo Pasolini   | Benelli   | +1' 30" 1 | 4     |
| 4    | Alberto Pagani   | Aermacchi | +2 giri   | 3     |
| 5    | Kel Carruthers   | Aermacchi | +2 giri   | 2     |
| 6    | Gilberto Milani  | Aermacchi | +2 giri   | 1     |

## Classe 250
Detentore comunque del giro più veloce in corsa, Bill Ivy fu costretto al ritiro; stessa sorte toccò anche a Mike Hailwood. Dei 34 piloti alla partenza solo 10 tagliarono il traguardo.

### Arrivati al traguardo
| Pos. | Pilota            | Moto    | Tempo     | Punti |
| ---- | ----------------- | ------- | --------- | ----- |
| 1    | Ralph Bryans      | Honda   | 54' 04" 1 | 8     |
| 2    | Phil Read         | Yamaha  | +4" 2     | 6     |
| 3    | Heinz Rosner      | MZ      | +1 giro   | 4     |
| 4    | Jack Findlay      | Bultaco | +2 giri   | 3     |
| 5    | Gyula Marsovszky  | Bultaco | +2 giri   | 2     |
| 6    | Rolf Schmid       | Bultaco | +3 giri   | 1     |
| 7    | G. Heuberger      | FKS     |           |       |
| 8    | Toni Gruber       | Bultaco |           |       |
| 9    | Martin Sicheneder | Bultaco |           |       |
| 10   | Lothar John       | Suzuki  |           |       |

## Classe 125
Come già nella categoria superiore Bill Ivy su Yamaha ottenne il giro più veloce ma non terminò la gara; in questa occasione a causa di un incidente occorsogli proprio con il compagno di squadra Phil Read, anch'esso costretto all'abbandono. Non tagliò il traguardo neppure Barry Smith

### Arrivati al traguardo (prime 10 posizioni)
| Pos. | Pilota               | Moto    | Tempo     | Punti |
| ---- | -------------------- | ------- | --------- | ----- |
| 1    | Yoshimi Katayama     | Suzuki  | 42' 07" 5 | 8     |
| 2    | Hans-Georg Anscheidt | Suzuki  | +53" 7    | 6     |
| 3    | László Szabó         | MZ      | + 1 giro  | 4     |
| 4    | Walter Villa         | Montesa | + 1 giro  | 3     |
| 5    | José Maria Busquets  | Montesa | + 1 giro  | 2     |
| 6    | Herbert Mann         | MZ      | + 1 giro  | 1     |
| 7    | Hartmut Bischoff     | MZ      | + 1 giro  |       |
| 8    | Jörg Seel            | Bultaco | + 1 giro  |       |
| 9    | Ginger Molloy        | Bultaco | + 2 giri  |       |
| 10   | Giuseppe Visenzi     | Montesa | + 2 giri  |       |

## Classe 50
Tra i ritirati della gara (con 17 piloti alla partenza) vi furono Stuart Graham e Yoshimi Katayama.

### Arrivati al traguardo (posizioni a punti)
| Pos. | Pilota               | Moto     | Tempo     | Punti |
| ---- | -------------------- | -------- | --------- | ----- |
| 1    | Hans-Georg Anscheidt | Suzuki   | 42' 29" 8 | 8     |
| 2    | Rudolf Schmälzle     | Kreidler | +1 giro   | 6     |
| 3    | José Maria Busquets  | Derbi    | +2 giri   | 4     |
| 4    | Barry Smith          | Derbi    | +2 giri   | 3     |
| 5    | Dieter Gedlich       | Kreidler | +2 giri   | 2     |
| 6    | Winfried Reinhard    | Kreidler | +3 giri   | 1     |

## Classe sidecar
Per le motocarrozzette si trattò della 96ª prova dall'istituzione della classe nel 1949; si sviluppò su 15 giri, per una percorrenza di 101,520 km.
Giro più veloce di Klaus Enders/Ralf Engelhardt (BMW) in 2' 32" 1 a 160,200 km/h.

### Arrivati al traguardo (posizioni a punti)
| Pos | Pilota             | Passeggero        | Moto | Tempo     | Punti |
| --- | ------------------ | ----------------- | ---- | --------- | ----- |
| 1   | Klaus Enders       | Ralf Engelhardt   | BMW  | 39' 04" 2 | 8     |
| 2   | Georg Auerbacher   | Eduard Dein       | BMW  | +0" 2     | 6     |
| 3   | Tony Wakefield     | Graham Milton     | BMW  | +55" 9    | 4     |
| 4   | Siegfried Schauzu  | Horst Schneider   | BMW  |           | 3     |
| 5   | Barry Dungsworth   | Ron Wilson        | BMW  |           | 2     |
| 6   | Johann Attenberger | Josef Schillinger | BMW  |           | 1     |